# Тальное
Тально́е (укр. Тальне́) — город в Черкасской области Украины. Входит в Звенигородский район; до 2020 года был административным центром упразднённого Тальновского района.

## Название

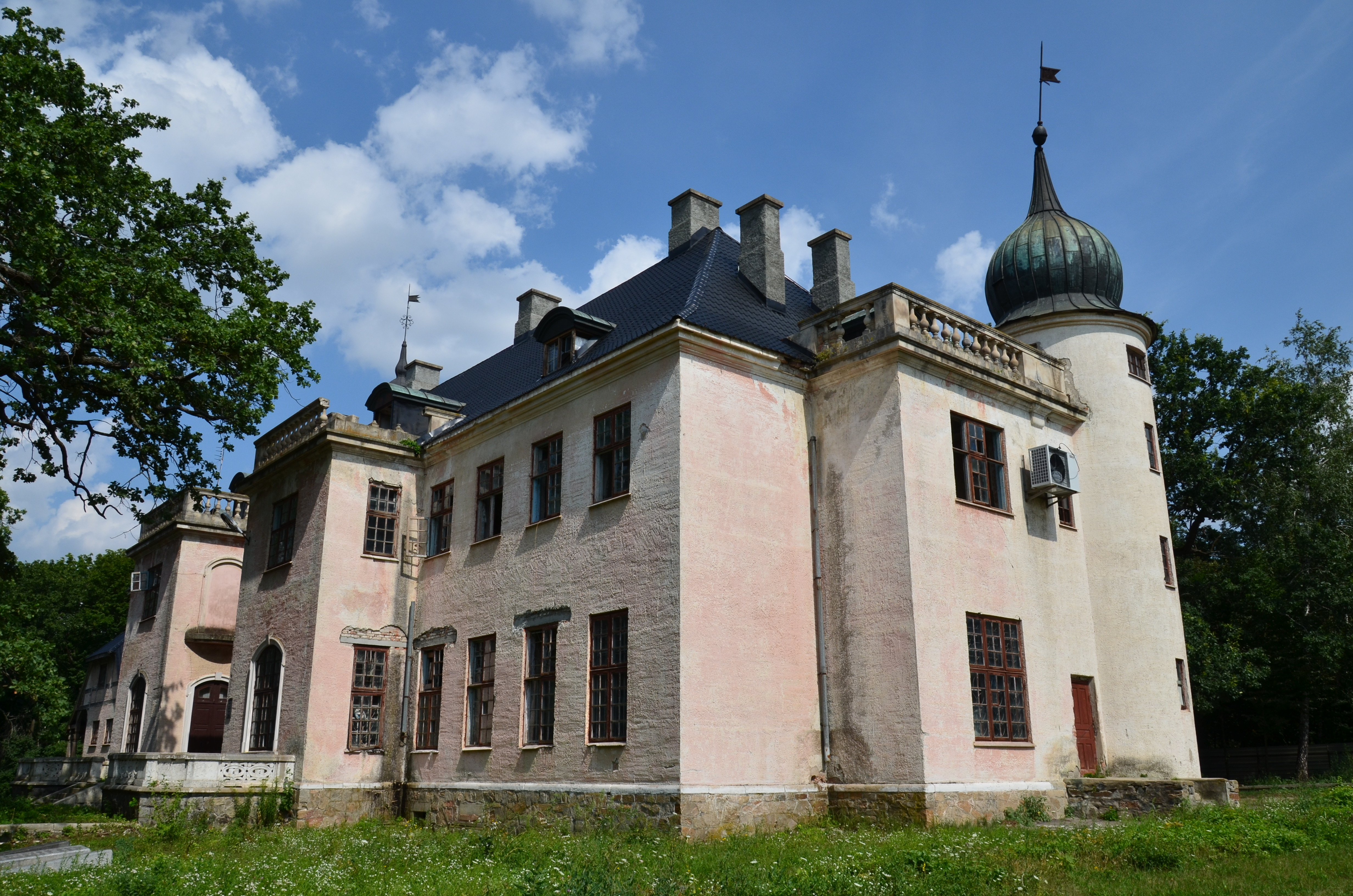
Дворец графа Шувалова

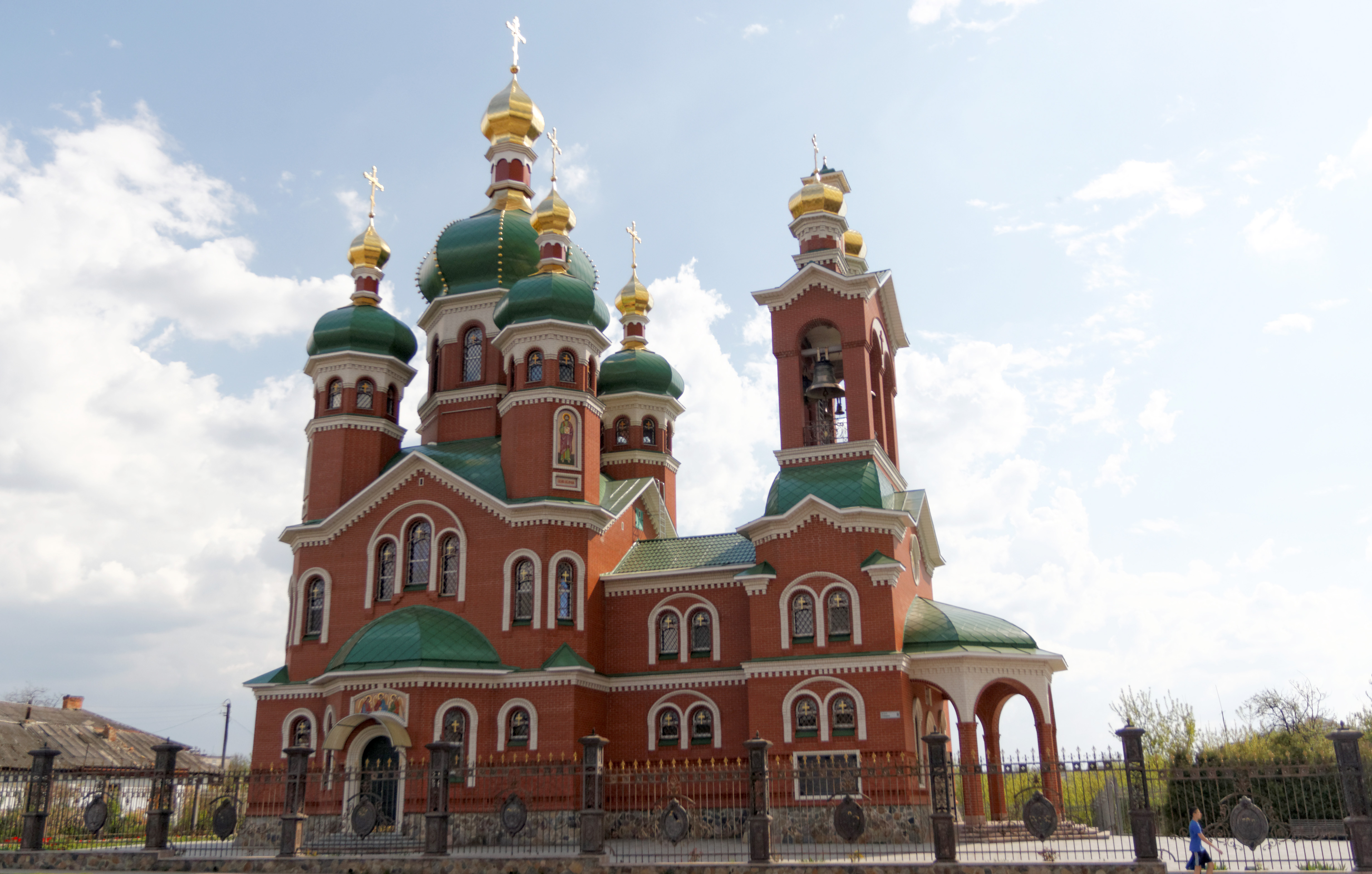
Петропавловский храм

Название Тальное происходит от названия реки Талне (современная Тальянка), которую она раньше имела. Слово «талне» имеет тюркское происхождение и означает «ивовый», в частности, слово «тал» в украинском языке означает ещё и куст ивняка, который обильно рос по берегам рек. Именно такое значение даёт в своём словаре В. Даль. Ещё одна версия: И. Железняк считает: tal — индо-европейское слово — означает «то, что увеличивается».
Черкасские научные работники О. Толкушин и А. Ярмилко в «Краткой исторической справке о городе Тальное» предложили версию, согласно которой название города происходит от немецкого tal (долина), принесённого сюда евреями-ашкенази в 1650-х годах. Действительно, на идише слово долина звучит как «таль». Впрочем, евреи-ремесленники и торговцы поселялись в уже обжитых городах.
В словарях Б. Гринченка и В. Даля «таль», «тала» трактуется как «заложник», «залог». Так, данную версию "открыл" и придерживался Л. Похилевич. Однако, если разобраться по сути, данное мнение, изложенное отнюдь не профессиональным филологом, к происхождению названия Тального вряд ли имеет отношение.

## География
Расположен на реке Горный Тикич.

## История
Поселение известно с XVII века.
После второго раздела Речи Посполитой в 1793 году село Тальное вошло в состав Российской империи и в XIX веке было волостным центром Тальновской волости Уманского уезда Киевской губернии.
В 1846 году здесь была построена каменная Троицкая церковь.
В 1863 году в селе насчитывалось 560 домов и 5275 жителей.
В 1920 году здесь была открыта больница на 45 коек, в 1921 году - школа.
В 1923 году Тальное стало районным центром, в 1926 году получило статус посёлка городского типа.
В 1930 году здесь была создана МТС.
В 1938 году Тальное стало городом районного подчинения.
Во время Великой Отечественной войны с 29 июля 1941 до 9 марта 1944 года город находился под немецкой оккупацией.
По состоянию на начало 1956 года здесь действовали межрайонная мастерская капитального ремонта, щебёночный завод, сахарный завод, маслозавод, несколько предприятий мукомольной промышленности, сельскохозяйственный техникум, две средние школы, две семилетние школы, начальная школа, Дом культуры, кинотеатр, библиотека и стадион.
В 1960 году была построена электроцентраль.
В 1971 году был построен новый Дом культуры на 600 мест.
В 1972 году в Тальном действовали десять промышленных предприятий: электроцентраль, молочноконсервный комбинат, сахарный комбинат, комбинат хлебопродуктов, пищевой комбинат (при котором работал завод по производству минеральной воды), щебёночный завод (при гранитном карьере) и др.; также здесь действовали районная поликлиника, больница, противотуберкулёзный диспансер, санэпидемстанция, аптека, строительный техникум, две средние школы, три восьмилетние школы, музыкальная школа, школа-интернат, Дом культуры, 26 магазинов и 7 столовых.
В 1975 году численность населения составляла 15 тыс. человек, крупнейшими предприятиями являлись завод металлоизделий, завод строительных материалов, щебёночный завод, молочноконсервный комбинат, комбинат хлебопродуктов и сахарный комбинат (также в городе действовали другие предприятия пищевой промышленности).
В январе 1989 года численность населения составляла 17 169 человек, основой экономики являлись предприятия пищевой промышленности.
В мае 1995 года Кабинет министров Украины утвердил решение о приватизации находившихся в городе молочноконсервного комбината и АТП-17137, в июле 1995 года - утвердил решение о приватизации находившегося здесь сахарного комбината.

## Население
На 1 января 2013 года численность населения составляла 14 216 человек.

### Языковой состав
Родной язык населения по данным переписи 2001 года:
| Язык       | Численность, чел. | Доля     |
| ---------- | ----------------- | -------- |
| Украинский | 15 860            | 97,18 %  |
| Русский    | 336               | 2,06 %   |
| Другие     | 124               | 0,76 %   |
| Итого      | 16 320            | 100,00 % |

## Промышленность
- Тальновский комбинат хлебопродуктов
- Тальновский завод по производству мясо-костной муки[13]

## Транспорт
Станция Тальное на линии Христиновка - Цветково Одесской железной дороги.

## Известные люди
- Вескляров, Пётр Ефимович (1911—1994) — актёр.
- Двухбабный, Исаак Шаевич (1922—1943) — Герой Советского Союза.
- Дубковецкий, Фёдор Иванович (1894—1960) — дважды Герой Социалистического Труда.
- Пиховшек, Вячеслав Владимирович (род. 1966) — украинский журналист.
- Эльман, Михаил Саулович (1891—1967) — скрипач.

## Дополнительная информация
- День города отмечают 19 августа.